# Darell A. Amyx
Darrell Arlynn Amyx (født 2. april 1911 i Exeter, Californien, Tulare County, død 10. januar 1997 i Kensington, Californien) var en amerikansk arkæolog og specialist i græske vaser fra antikken.

## Tidligt liv og uddannelse
Darrell Amyx var den midterste af tre brødre og voksede op ved Visalia i Californien. Efter grundskolen studerede han ved Stanford University, hvor han tog MA i latin i 1932. Efter to års studier i Athen 1935-1936 fortsatte han sine studier ved Berkeley, hvor han fik Ph.D i latin og klassisk arkæologi i 1937 med en afhandling om digteren Juvenal. Han underviste i latin på Berkeley fra 1939 til 1942, hvor han på grund af 2. verdenskrig gjorde tjeneste ved det amerikanske censurkontor i San Francisco. Efter krigen genoptog han sin undervisning og skrev doktorafhandling om antik græske vaser med H.R.W. Schmidt som mentor og modtog på grundlag heraf doktorgraden i 1947.

## Karriere
Han forblev på Berkeley fra 1946 til han gik på pension i 1978. Han fik sammen med sin kollega, middelalderspecialisten Walter Horn etableret en afdeling for kunsthistorie. Hans eget hovedfelt var studiet af græske vaser fra Korinth. Amyx viste stor respekt for og byggede videre på et pionerarbejde udført af John Beazley, hvor han benyttede stilanalyse på arbejder fra korintiske malere, hvis værker tidligere hverken var navngivet eller studeret og kunne på den måde identificere kunsthåndværkere, som ellers ville være forblevet glemt.
Han var formand for kunstafdelingen i perioden 1966-71 og chef for afdelingen "klassisk kunst" ved Robert H. Lowie Museum of Anthropology ved Berkeley (det nuværende Phoebe A. Hearst Museum of Anthropology) og 1965-1976 for University Art Museum (nu Berkeley Art Museum)). Fra 1968 til 1972 redigerede han tidsskriftet California Studies in Classical Antiquity. Omkring dette tidspunkt var han med til at igangsætte Berkeley-udgravningerne ved Nemea i Grækenland.
Efter sin pensionering underviste han ved Indiana University i 1979 og var gæsteprofessor ved J. Paul Getty Museum i 1988.
Efter længere tids sygdom døde han i 1997, 85 år gammel.

## Hædersbevisninger
Amyx modtog Guggenheim Fellowship to gange, i 1957 og i 1973. I 1957 modtog han desuden et stipendium fra Fulbright Senior Research Grantee til studier i Grækenland, og fire gange fik han stipendier fra American Council of Learned Societies (1941, 1962, 1971 og 1980).
Han var medlem af Archaeological Institute of America og American Philological Association samt korresponderende medlem af Istituto di Studi Etruschi ed Italici i Firenze og af Deutsches Archäologisches Institut i Berlin.

## Publicerede værker
Darrell A. Amyx udgav flere store værker og bidrag med omkring 50 videnskabelige artikler. Blandt hans værker er
- An Amphora with A Price Inscription in the Hearst Collection at San Simeon. Berkeley 1941
- Echoes from Olympus: Reflections of Divinity into Small Scale Classical art. Berkeley 1974 (med Barbara A. Forbes (red.))
- Archaic Corinthian Pottery and the Anaploga Well. Princeton, NJ 1975, ISBN 0-87661-072-6 (med Patricia Lawrence)
- Corinthian Vase Painting of the Archaic Period. 3 bind. Berkeley 1988, ISBN 0-520-03166-0
- Studies in Archaic Corinthian Vase Painting. Princeton, NJ 1996, ISBN 0-87661-528-0 (med Patricia Lawrence)

## Sekundær litteratur
- Mario A. Del Chiaro (red.): Corinthiaca. Studies in honor of Darrell A. Amyx, Columbia, Missouri 1986, ISBN 0-8262-0617-4 (med bibliografi)
- Evelyn E. Bell, Barbara A. Forbes: Darrell Arlynn Amyx, 1911-1997. I American Journal of Archaeology 102 (1998) S. 179-180
- Evelyn E. Bell, Barbara A. Forbes: Darrell A. Amyx. I Gnomon 70 (1998) S. 575-576